# Octonoba serratula
Octonoba serratula là một loài nhện trong họ Uloboridae.
Loài này thuộc chi Octonoba. Octonoba serratula được miêu tả năm 2005 bởi Dong, Zhu & Yoshida.